# Ядро (статистика)
Ядром (англ. kernel) в статистике и эконометрике называют окно (весовую функцию). Байесовская, непараметрическая статистика и теория распознавания образов трактуют термин по-разному.

## Непараметрическая статистика
В непараметрической статистике под ядром понимается весовая функция, используемая при оценке распределений и параметров (ядерная оценка плотности, ядерная регрессия). Ядра также применяются при анализе временных рядов. Ядерная оценка требует специфицировать ширину окна.

### Определение
Неотрицательная вещественнозначная интегрируемая функция K называется ядром. В большинстве случаев желательно, чтобы функция удовлетворяла ещё двум требованиям:
- Нормирование:

{\displaystyle \int _{-\infty }^{+\infty }K(u)\,du=1\,;}
- Симметрия:

{\displaystyle K(-u)=K(u)\quad \forall u\,.}
Если функция обладает первым свойством, то результатом ядерной оценки плотности действительно будет плотность вероятности. Второе свойство гарантирует, что среднее значение распределения равно среднему использованной выборки.
Если функция K является ядром, то ядром будет и функция K*(u) = λK(λu) при λ > 0. Данный результат позволяет выбрать масштаб, подходящий для имеющихся данных.

### Часто используемые ядерные функции
В практике распространены несколько типов ядер: равномерное, треугольное, Епанечниково, гауссово и проч.
Ниже дана таблица с перечнем часто используемых ядер. Если носитель ядра K ограничен, то для всех значений u вне носителя {\displaystyle K(u)=0}.
| Ядерные функции, K(u)         | Ядерные функции, K(u) | Ядерные функции, K(u) | {\displaystyle \textstyle \int u^{2}K(u)du} | {\displaystyle \textstyle \int K(u)^{2}du}   | Эффективность относительно Епанечникова ядра |
| ----------------------------- | --- | --------------------- | ------------------------------------------- | -------------------------------------------- | -------------------------------------------- |
| Равномерное                   | {\displaystyle K(u)={\frac {1}{2}}} Носитель: {\displaystyle \|u\|\leq 1}                                                              |                       | {\displaystyle {\frac {1}{3}}}              | {\displaystyle {\frac {1}{2}}}               | 92.9%                                        |
| Треугольное                   | {\displaystyle K(u)=(1-\|u\|)} Носитель: {\displaystyle \|u\|\leq 1}                                                                   |                       | {\displaystyle {\frac {1}{6}}}              | {\displaystyle {\frac {2}{3}}}               | 98.6%                                        |
| Епанечниково (параболическое) | {\displaystyle K(u)={\frac {3}{4}}(1-u^{2})} Носитель: {\displaystyle \|u\|\leq 1}                                                     |                       | {\displaystyle {\frac {1}{5}}}              | {\displaystyle {\frac {3}{5}}}               | 100%                                         |
| Биквадратное                  | {\displaystyle K(u)={\frac {15}{16}}(1-u^{2})^{2}} Носитель: {\displaystyle \|u\|\leq 1}                                               |                       | {\displaystyle {\frac {1}{7}}}              | {\displaystyle {\frac {5}{7}}}               | 99.4%                                        |
| Триквадратное                 | {\displaystyle K(u)={\frac {35}{32}}(1-u^{2})^{3}} Носитель: {\displaystyle \|u\|\leq 1}                                               |                       | {\displaystyle {\frac {1}{9}}}              | {\displaystyle {\frac {350}{429}}}           | 98.7%                                        |
| Трикубическое                 | {\displaystyle K(u)={\frac {70}{81}}(1-{\left\|u\right\|}^{3})^{3}} Носитель: {\displaystyle \|u\|\leq 1}                              |                       | {\displaystyle {\frac {35}{243}}}           | {\displaystyle {\frac {175}{247}}}           | 99.8%                                        |
| Гауссово                      | {\displaystyle K(u)={\frac {1}{\sqrt {2\pi }}}e^{-{\frac {1}{2}}u^{2}}}                                                                |                       | {\displaystyle 1\,}                         | {\displaystyle {\frac {1}{2{\sqrt {\pi }}}}} | 95.1%                                        |
| Косинусоидальное              | {\displaystyle K(u)={\frac {\pi }{4}}\cos \left({\frac {\pi }{2}}u\right)} Носитель: {\displaystyle \|u\|\leq 1}                       |                       | {\displaystyle 1-{\frac {8}{\pi ^{2}}}}     | {\displaystyle {\frac {\pi ^{2}}{16}}}       | 99.9%                                        |
| Логистическое                 | {\displaystyle K(u)={\frac {1}{e^{u}+2+e^{-u}}}}                                                                                       |                       | {\displaystyle {\frac {\pi ^{2}}{3}}}       | {\displaystyle {\frac {1}{6}}}               | 88.7%                                        |
| Сигмоидальное                 | {\displaystyle K(u)={\frac {2}{\pi }}{\frac {1}{e^{u}+e^{-u}}}}                                                                        |                       | {\displaystyle {\frac {\pi ^{2}}{4}}}       | {\displaystyle {\frac {2}{\pi ^{2}}}}        | 84.3%                                        |
| Сильвермана                   | {\displaystyle K(u)={\frac {1}{2}}e^{-{\frac {\|u\|}{\sqrt {2}}}}\cdot \sin \left({\frac {\|u\|}{\sqrt {2}}}+{\frac {\pi }{4}}\right)} |                       | {\displaystyle 0}                           | {\displaystyle {\frac {3{\sqrt {2}}}{16}}}   | не определена                                |